# Paudalho
Paudalho é um município brasileiro do estado de Pernambuco.

## História

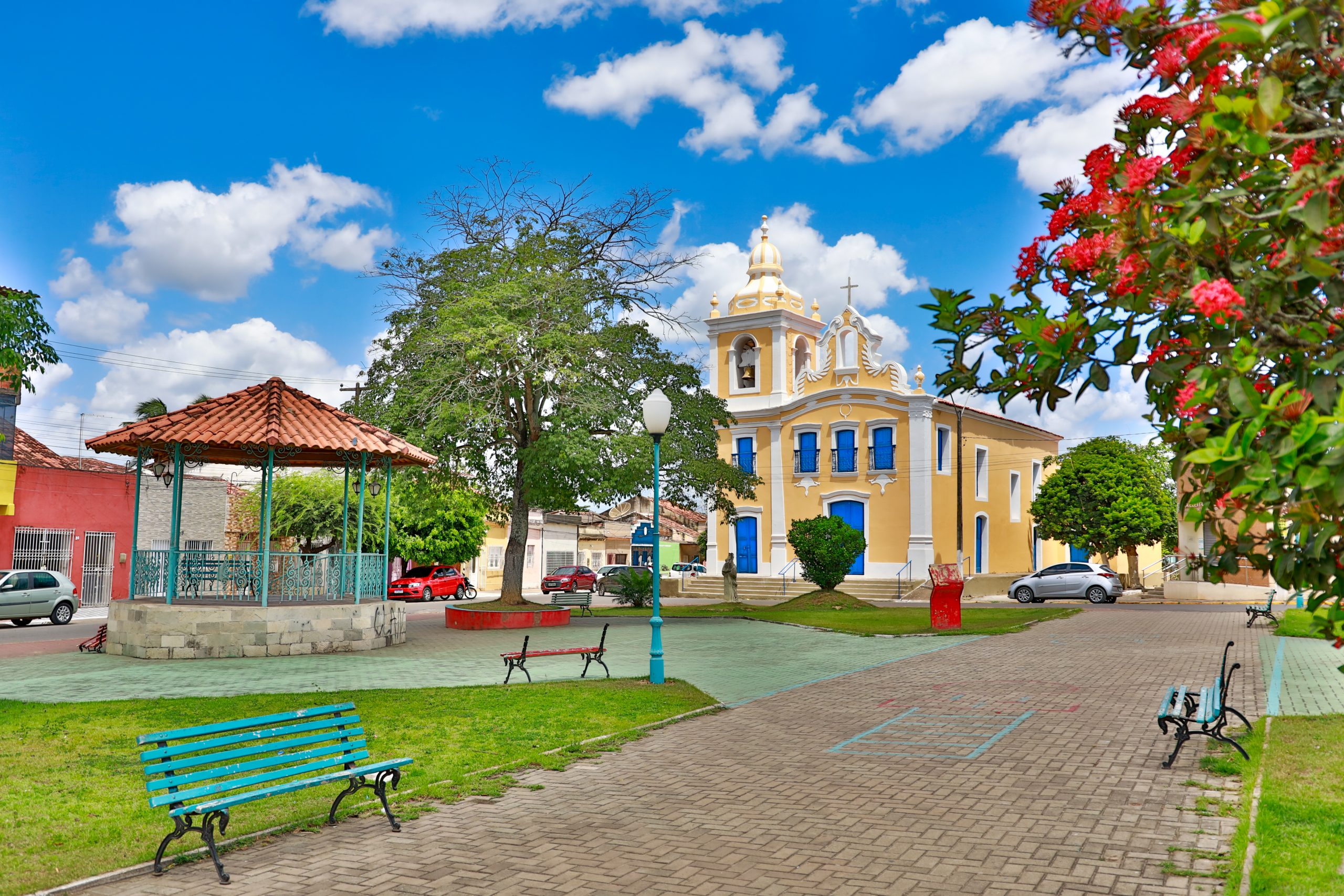

A cidade de Paudalho é bem marcada pela história, e suas terras começaram a ser exploradas em fins do século XVI, com o corte do pau-brasil em suas florestas. O nome da cidade de Paudalho surge da derivação de uma grande árvore secular que exalava cheiro completamente semelhante ao do alho que existia na margem direita do Rio Capibaribe, extremo oeste da Cidade, num lugar antes chamado de Itaíba, atualmente onde fica localizada a Ponte de Itaíba, centro da cidade.
A ocupação organizada das terras iniciou com um aldeamento indígena promovido pelos padres franciscanos: aldeia de Miritiba (corruptela do tupi mbiri-tyba, que, no dizer de Teodoro Sampaio, significa juncal). Esta aldeia localizava-se nos extremos de Goiana, Igarassu e Tracunhaém, do lado esquerdo do Rio Capibaribe. Posteriormente a região cresceu sob o impulso do cultivo da cana-de-açúcar e diversos engenhos estabeleceram-se na região. O primeiro registro é do Engenho Mussurepe, instalado por volta de 1630. Na primitiva aldeia indígena estabeleceu-se o Engenho Aldeia, de propriedade de Bartolomeu de Holanda Cavalcânti em 1660.
O povoado de Paudalho surgiu no entorno do engenho Paudalho, de propriedade do português Joaquim Domingos Teles.

## Cronologia
- O Alvará Régio de 18 de agosto de 1811 cria a vila de Pao de Alho.[7]
- A Lei Provincial 86, de 8 de maio de 1840, cria a comarca de Paudalho, denominando-a município.[7]
- A Lei Provincial 1318, de 4 de fevereiro de 1879, eleva a vila à condição de cidade, com a denominação de Cidade do Espírito Santo.[7]
- Lei 52, de 3 de agosto de 1892, dispõe sobre a criação do município de Paudalho.[7]
- O município foi constituído em 3 de abril de 1893, conforme ofício do seu prefeito ao governador do estado, informando o ato.[7]

## Geografia
Localiza-se a uma latitude 07º53'48" sul e a uma longitude 35º10'47" oeste, estando a uma altitude de 69 metros.
A maior parte do relevo do município insere-se nos Tabuleiros Costeiros, que apresentam altitude média de 50 a 100 metros. São compostos por platôs de origem sedimentar, com grau de entalhamento variável, ora com vales estreitos e encostas abruptas, ora abertos com encostas suaves e fundos com amplas várzeas. A leste, parte da área está inserida na unidade geoambiental das Supefícies Retrabalhadas.
Os solos constituem-se de Latossolos e Podzólicos nos topos de chapadas e topos residuais; pelos Podzólicos com Fregipan, Podzólicos Plínticos e Podzóis nas pequenas depressões nos tabuleiros; pelos Podzólicos Concrecionários em áreas dissecadas e encostas e Gleissolos e Solos Aluviais nas áreas de várzeas.
Predominam na vegetação a Floresta subperenifólia, com partes de Floresta subcaducifólia, e cerrado/floresta. O município de Paudalho encontra-se inserido nos domínios da Bacia Hidrográfica do Rio Capibaribe.
| Dados climatológicos para Paudalho                 | Dados climatológicos para Paudalho | Dados climatológicos para Paudalho | Dados climatológicos para Paudalho | Dados climatológicos para Paudalho | Dados climatológicos para Paudalho | Dados climatológicos para Paudalho | Dados climatológicos para Paudalho | Dados climatológicos para Paudalho | Dados climatológicos para Paudalho | Dados climatológicos para Paudalho | Dados climatológicos para Paudalho | Dados climatológicos para Paudalho | Dados climatológicos para Paudalho |
| Mês                                                | Jan                                | Fev                                | Mar                                | Abr                                | Mai                                | Jun                                | Jul                                | Ago                                | Set                                | Out                                | Nov                                | Dez                                | Ano                                |
| -------------------------------------------------- | ---------------------------------- | ---------------------------------- | ---------------------------------- | ---------------------------------- | ---------------------------------- | ---------------------------------- | ---------------------------------- | ---------------------------------- | ---------------------------------- | ---------------------------------- | ---------------------------------- | ---------------------------------- | ---------------------------------- |
| Precipitação (mm)                                  | 68,5                               | 55,7                               | 87,6                               | 132,8                              | 186,3                              | 224,5                              | 183,2                              | 121,8                              | 56                                 | 22,8                               | 21,2                               | 29,9                               | 1 190,2                            |
| Fonte: Atlas Climatológico do Estado de Pernambuco |                                    |                                    |                                    |                                    |                                    |                                    |                                    |                                    |                                    |                                    |                                    |                                    |                                    |

## Economia
A economia do município baseia-se na monocultura de cana-de-açúcar para produção de açúcar e etanol, na fabricação de artigos cerâmicos para a construção civil, no turismo com o Pólo de Romaria São Severino dos Ramos e nas granjas de ovos, espalhadas pelas zonas rurais.

## Turismo
Paudalho é um grande centro de romaria em Pernambuco, cujo acesso é facilitado por situar-se à margem da rodovia BR-408, que liga o município à cidade do Recife, capital do Estado.
Os romeiros vêm entre setembro e janeiro ao Engenho Ramos, onde está a capela de Nossa Senhora da Luz, cumprir promessas a São Severino dos Ramos. Anexa à capela está a sala dos ex-votos, onde os fiéis depositam peças diversas, em agradecimento a graças alcançadas.
Outro ponto de interesse são as ruínas do Mosteiro de São Francisco, onde vários religiosos se refugiaram quando da ocupação holandesa em Pernambuco. Diversos prédios de interesse histórico são abertos à visitação, como: antigos engenhos; a Ponte de Itaíba, do século XIX, inaugurada pelo Imperador Dom Pedro II; o Bosque de Pau-Brasil; a fábrica de beneficiamento do sal, instalada em prédio do século XVIII; a estação ferroviária (1891); os antigos casarões do início deste século, com detalhes ou fachada em azulejos portugueses; a casa de farinha do Engenho Açougue Velho; o açude Zumbi.
A festa de São Sebastião é a mais movimentada festa popular religiosa, porém o padroeiro da Cidade é o Divino Espírito Santo, com sua matriz localizada próxima à Prefeitura Municipal. Durante o Carnaval, a cidade conta com grupos de maracatu rural, bumba-meu-boi, urso e caboclinhos.
Nele também está localizada a região de Aldeia.

## Prefeitos da cidade
| Ordem   | Nome                                 | Início                                        | Término                |
| 1°      | José Francisco Pinheiro Ramos        | 1893                                          | 1896                   |
| 2°      | Sotero Marques de Araujo Pinheiro    | 1896                                          | 1899                   |
| 3°      | José Francisco Pinheiro Ramos        | 1900                                          | 1903                   |
| 4°      | Antônio Severino Montenegro          | 15 de novembro de 1903                        | 1907                   |
| 5°      | Abílio Cesar Pessoa de Melo          | 15 de novembro de 1907                        | 1910                   |
| 6°      | Raul Bandeira de Melo                | 15 de novembro de 1910                        | 1912                   |
| 7°      | João Leôncio Alves Cavalcante        | 15 de fevereiro de 1912                       | 1913                   |
| 8°      | Pedro de Alcântara da Silva Coutinho | 15 de novembro de 1913                        | 1916                   |
| 9°      | João Cavalcanti de Petribu           | 15 de novembro de 1916                        | 1919                   |
| 10°     | Francisco de Melo Cavalcanti         | 15 de novembro de 1919                        | 1921                   |
| 11°     | Antônio de Barros Pimentel           | 15 de novembro de 1921                        | 1922                   |
| 12°     | Raul Bandeira de Melo                | 15 de novembro de 1922                        | 1925                   |
| 13°     | Antônio de Barros Pimentel           | 15 de novembro de 1925                        | 1928                   |
| 14°     | José Pacheco Leite Filho             | 15 de novembro de 1928                        | 1930                   |
| 15°     | Martiniano de Barros Correia         | 18 de outubro de 1930                         | 1931                   |
| 16°     | Severino Maurício Carneiro           | 2 de maio de 1931                             | 1935                   |
| 17°     | Joaquim Corrêa de Oliveira Andrade   | 10 de julho de 1935                           | 1936                   |
| 18°     | José Montenegro                      | 1936                                          | 1938                   |
| 19°     | Marcelo Gonçalves Peres              | 1938                                          | 11 de dezembro de 1940 |
| 20°     | João Alves da Luz                    | 12 de dezembro de 1940                        | 1943                   |
| 21°     | Olimpio Marques de Oliveira          | 26 de setembro de 1943                        | 1945                   |
| 22°     | Jader de Alemão Cisneiros            | 9 de janeiro de 1945                          | 1946                   |
| 23°     | Rubens Antunes da Silva              | 20 de agosto de 1947                          | 1947                   |
| 24°     | Manoel Francisco da Rosa             | 15 de novembro de 1947                        | 1951                   |
| 25°     | Almani de Sá Barreto Sampaio         | 15 de novembro de 1951                        | 1959                   |
| 26°     | Mário do Amaral Montenegro           | 15 de novembro de 1959                        | 1963                   |
| 27°     | José Dantas de Oliveira              | 15 de novembro de 1963                        | 1964                   |
| 28°     | Nivaldo Natalício de Oliveira        | 22 de junho de 1964                           | 1964                   |
| 29°     | José Dantas de Oliveira              | 22 de outubro de 1964                         | 1966                   |
| 30°     | Eufrásio Campos Gouveia              | 22 de outubro de 1966                         | 1969                   |
| 31°     | Herculano Bandeira de Melo Filho     | 31 de janeiro de 1969                         | 1973                   |
| 32°     | Bartolomeu do Rego Cavalcanti        | 31 de janeiro de 1973                         | 1977                   |
| 33°     | José Fidelis da Silva                | 31 de janeiro de 1977                         | 1983                   |
| 34°     | Ulisses Roque da Silva               | 31 de janeiro de 1983                         | 1988                   |
| 35º     | José Pereira de Araújo               | 1 de janeiro de 1989                          | 1992                   |
| 36°     | Eufrásio Campos Gouveia Filho        | 1 de fevereiro de 1993                        | 1997                   |
| 37°     | Ricardo Luis Pessoa Resende          | 1 de fevereiro de 1997                        | 2001                   |
| 38° 39° | José Pereira de Araújo               | 1 de fevereiro de 2001 1 de fevereiro de 2005 | 2005 2009              |
| 40°     | José Fernando Moreira da Silva       | 1 de fevereiro de 2009                        | 2012                   |
| 41°     | José Pereira de Araújo               | 1 de fevereiro de 2013                        | 2016                   |
| 42° 43° | Marcello Fuchs Campos Gouveia        | 1 de janeiro de 2017 1 de janeiro de 2021     | 2020 2024              |
| 43º     | Paula Frassinette Wanderley Marinho  | 1 de janeiro de 2025                          | 2028                   |